# Asnières, Eure
Asnières är en kommun i departementet Eure i regionen Normandie i norra Frankrike. Kommunen ligger i kantonen Cormeilles som tillhör arrondissementet Bernay. År 2022 hade Asnières 338 invånare.

## Befolkningsutveckling
Antalet invånare i kommunen Asnières
Referens:INSEE